# Adam Pecháček
Adam Pecháček (ur. 19 lutego 1995 w Pradze) – czeski koszykarz, występujący na pozycjach skrzydłowego oraz środkowego, obecnie zawodnik Phoenix Hagen.
27 stycznia 2016 roku został zawodnikiem AZS Koszalin. 2 sierpnia 2016 roku podpisał umowę z hiszpańskim Rio Natura Monbus Obradoiro CAB.

## Osiągnięcia
Stan na 8 listopada 2019, na podstawie, o ile nie zaznaczono inaczej.

### Drużynowe
- Zdobywca superpucharu Włoch (2015)

### Indywidualne
- Uczestnik meczu młodych talentów – Jordan Classic (2011)

### Reprezentacja
Seniorów
- Uczestnik mistrzostw Europy (2015 – 7. miejsce)

Młodzieżowe
- Uczestnik mistrzostw:
  - świata:
    - U–19 (2013 – 13. miejsce)
    - U–17 (2012 – 8. miejsce)

  - Europy:
    - U–20 (2014 – 17. miejsce, 2015 – 6. miejsce)
    - U–18 (2013 – 12. miejsce)
    - U–16 dywizji B (2010)